# Distretto di Mariatana
Il distretto di Mariatana è uno dei trentadue distretti della provincia di Huarochirí, in Perù. Si trova nella regione di Lima e si estende su una superficie di 168,63 chilometri quadrati.
Istituito il 11 ottobre 1954, ha per capitale la città di Mariatana.